# Черкаскульская культура
Черкаскульская культура — археологическая культура бронзового века, расположенная на территории юга Урала и Западной Сибири. Название от озера Черкаскуль, расположенного в Каслинском районе Челябинской области. Выделена К. В. Сальниковым в 1964 году. 

## Генетические связи
Сформировалась на базе аятской культуры, которая располагалась севернее на территории современной Свердловской области. Испытала сильное влияние андроновской культуры и повлияла на формирование ананьинской культуры и межовской культуры.
Есть сведения о связи черкаскульской культуры с сейминско-турбинским феноменом. Это позволяет отдельным исследователям отнести носителей культуры к предкам угров.

## Характеристики
Основу хозяйства составляла скотоводство (корова, лошадь, свинья), охота и рыболовство.
Керамика имеет геометрический орнамент. 
Захоронение имеют курганный характер. Обнаружены следы кремации.

## Археологические памятники
- Ингальская долина